# 1. divisjon 1955/56
Die Saison 1955/56 war die 17. Spielzeit der 1. divisjon, der höchsten norwegischen Eishockeyspielklasse. Meister wurde zum insgesamt fünften Mal in der Vereinsgeschichte Gamlebyen.

## Modus
In der Hauptrunde absolvierte jede der acht Mannschaften insgesamt 14 Spiele. Der Erstplatzierte der Hauptrunde wurde Meister. Für einen Sieg erhielt jede Mannschaft zwei Punkte, bei einem Unentschieden gab es einen Punkt und bei einer Niederlage null Punkte.

## Hauptrunde
Tabelle
|    | Klub                       | Sp | S  | U | N  | Tore  | Punkte |
| -- | -------------------------- | -- | -- | - | -- | ----- | ------ |
| 1. | Gamlebyen                  | 14 | 13 | 1 | 0  | 88:16 | 27     |
| 2. | Tigrene                    | 14 | 11 | 1 | 2  | 91:28 | 23     |
| 3. | Allianseidrettslaget Skeid | 14 | 9  | 1 | 4  | 59:38 | 19     |
| 4. | Hasle                      | 14 | 7  | 2 | 5  | 45:44 | 16     |
| 5. | Vålerenga Ishockey         | 14 | 3  | 2 | 9  | 38:62 | 8      |
| 6. | Ski- og Ballklubben Drafn  | 14 | 4  | 0 | 10 | 23:59 | 8      |
| 7. | Løren                      | 14 | 2  | 2 | 10 | 27:88 | 6      |
| 8. | Furuset Ishockey           | 14 | 2  | 1 | 11 | 42:78 | 5      |

Sp = Spiele, S = Siege, U = unentschieden, N = Niederlagen, OTS = Overtime-Siege, OTN = Overtime-Niederlage, SOS = Penalty-Siege, SON = Penalty-Niederlage